# Signoria
Signoria (sv. herrskap) var namnet på det styrande rådet i flera italienska städer under medeltiden, bland annat i Ferrara, Ravenna och Florens.